# 林陽一 (実業家)
林 陽一（はやし よういち、1965年2月5日 - ）は、日本の実業家。東京都出身。JX金属株式会社代表取締役社長 社長執行役員。

## 人物・経歴
東京都出身。1988年、上智大学法学部法律学科卒業。同年4月、日本鉱業（現・JX金属）株式会社に入社。入社後は長年に渡り経理、総務、企画等の職務を歴任。2010年、同社電材加工事業本部 総括室 主席参事。2011年、パンパシフィック・カッパー株式会社へ出向し、同社佐賀関製錬所 総務部 経理担当部長。2013年、同社総務部長。2015年、JX日鉱日石金属株式会社経営企画部長。2019年、JX金属株式会社執行役員 経営企画部長。同年6月、東邦チタニウム株式会社取締役。2020年、同社執行役員 経営企画部・調査部・物流部担当、経営企画部長。2021年、同社取締役常務執行役員 経営企画部・ESG 推進部・経理部・物流部管掌。2022年、同社取締役常務執行役員 経営企画部・ESG 推進部・経理部・物流部管掌、プロジェクト推進本部審議役。2023年、同社代表取締役社長 社長執行役員。